# Anomala trillesi
Anomala trillesi är en skalbaggsart som beskrevs av Renaud Maurice Adrien Paulian 1959. Anomala trillesi ingår i släktet Anomala och familjen Rutelidae. Inga underarter finns listade i Catalogue of Life.